# Admir Kulović
Admir Kulović Kula (Kakanj, 28. svibnja 1984.), bosanskohercegovački glazbeni umjetnik, gitarist i kantautor.

## Životopis
U ranom djetinstvu počinje se baviti glazbenom umjetnošću, sudjelujući na mnogim festivalima u Bosni i Hercegovini, kada je počeo svirati i gitaru. S 13. godina vodi dječji glazbeni program na lokalnoj radio postaji. 
U gimnaziji s grupom dječaka osniva lokalni sastav s kojim i nastupa kao gitarist i vokalni solist. Kao dječak je imao suradnju i sa sastavom "Auto Stop", koji je poslije osvojio nagradu "Davorin" za najbolji prateči sastav u Bosni i Hercegovini. 
Tijekom studija i po završetku nastavlja se baviti glazbom, pišući tekstove i za druge glazbenike. Prekretnicu i put prema profesionalnoj glazbenoj karijeri ostvaruje na Televiziji OBN na nacionalnom natjecanju "Music Talents Star", gdje u konkurenciji od oko 3300 mladih talentiranih interpretatora pop i rock glazbe dolazi do završnice i do superfinala koje je održavano u Sarajevskoj dvorani "Zetra".
Po završetku natjecanja snima svoje prve radijske promo nosače zvuka i video materijale, organizira promo koncerte te surađuje sa starijim kolegama s BH glazbene scene i regije. Za humanitarni rad dobiva priznanje od strane "NGO OR Inicijative" i "Centra za podršku manjinama" kao počasni član organizacije.

## Vanjske poveznice
- Službena stranica  Arhivirana inačica izvorne stranice od 27. rujna 2008. (Wayback Machine)